# 钱道利
钱道利（Chandauli），是印度北方邦Chandauli县的一个城镇。总人口20071（2001年）。

## 人口
该地2001年总人口20071人，其中男性11132人，女性8939人；0—6岁人口3124人，其中男1623人，女1501人；识字率65.69%，其中男性为73.92%，女性为55.43%。